# 3D skener
3D skener je zařízení, které analyzuje objekt nebo prostředí reálného světa, aby shromáždilo údaje o jeho tvaru a případně vzhledu (například barvě). Shromážděné údaje pak, mohou být použity k sestavení digitálních trojrozměrných modelů.
Mnoho různých technologií může být použito pro vytvoření 3D skenerů. Každá technologie má vlastní omezení, výhody a náklady. Stále existuje mnoho omezení v druhu objektů, které lze analyzovat. Například optická technologie se může setkat s mnoha problémy s lesklými, zrcadlovými nebo průhlednými objekty. Pro konstrukci digitálních 3D modelů může být použito například 3D skenování počítačem s počítačovou tomografií a 3D skenery se strukturovaným světlem, a to bez destrukčního testování.
Shromážděná data jsou užitečná pro širokou škálu aplikací. Tato zařízení jsou široce využívána zábavním průmyslem při výrobě filmů a videoher včetně virtuální reality. Jiné běžné aplikace této technologie zahrnují průmyslový design, ortézu a protetiku, reverzní inženýrství, návrhy prototypů, kontrolu kvality nebo kontrolu a digitalizaci kulturních artefaktů.

## Typy skenerů
3D skenery se liší především použitou technologií, přesností měření a účelem, ke kterému mají sloužit. Existují:
1. Dotykové skenery Využívají se pro kontrolu geometrií součástí a jejich geometrických prvků. Zachycují pouze skenovaná místa, které vybere obsluha skeneru.
2. Bezkontaktní skenery Vhodné pro komplexní zaměření a kontrolu součásti či objektu • Ruční skener (vhodné pro menší součásti, využívá se nejčastěji při reverzním inženýrství) • Stacionární skener (skenovací objekt je nutné přenést ke skeneru) • Mobilní skener (skener lze přemisťovat a skenování může probíhat kdekoliv ve volném prostoru)
3. Optické skenery • Destruktivní 3D skenery (schopné digitalizovat vnější i vnitřní objemy) • Ultrazvukové 3D skenery (založené na principu snímání povrchu předmětu ultrazvukovou sondou) • Rentgenové 3D skenery (schopné zjišťovat informace jak o vnější, tak vnitřní geometrii užitím rentgenového záření)

## Výstupní data
- Mračno bodů definuje povrch skenovaného objektu za pomoci jednotlivých bodů, z nichž každý má své vlastní souřadnice v trojrozměrném prostoru. Body nejsou ničím spojené a mohou udávat jako přídavnou veličinu informaci o barvě bodu a směru své normály. Pro vizuální práci je mračno bodů obtížnější než výstupy .STL nebo .OBJ, jelikož povrch není ztvárněn plošně a viditelnost všech bodů může být matoucí. Tato výstupní data jsou užívána hlavně u skenerů snímajících větší oblast ve svém okolí.
- Přípona .STL je typem, kdy jsou data tvořena trojúhelníkovou sítí, která tvoří model povrchu. STL data vyjadřují nejjednodušší způsob vykreslení tvaru povrchu a jsou užívána k tisku na 3D tiskárnách.
- Přípona .OBJ je druh dat tvořených stejným způsobem jako u přípony .STL do podoby trojúhelníkové sítě. Oproti předchozímu typu obsahují data navíc texturu povrchu předmětu, která je formována snímky pořízenými během procesu skenování.

## Způsoby využití
- CAD / BIM modelování
- reverzní inženýrství
- As - Built dokumentace
- přesné plánovaní
- optimalizace
- virtuální realita

## Oblasti využití
- průmysl
- stavebnictví
- architektura a kulturní památky
- filmový průmysl
- restaurátorství
- forenzní inženýrství

## Výrobci skenerů
- GOM
- FARO Technologies
- Leica
- Trimble
- Lidar
- Artec
- Surphaser
- PreciSCAN
- GEOMAX
- CARL ZEISS
- HandyScan 3D
- MetraScan
- HandyProbe
- Mantis
- Precismo
- DotProduct
- RangeVision
- EinScan
- Hewlett-Packard
- Creaform
- Peel
- Shining 3D EinScan